# 知円別岳
知円別岳（ちえんべつだけ）は、北海道の斜里郡斜里町と目梨郡羅臼町の2町にまたがる標高1,544mの山である。

## 概要
知床連峰の主稜線上に位置する山で、北西方向に伸びる支稜線上には硫黄山が聳え立つ。山体は2町にまたがるが、山頂自体は僅かに斜里町内にある。シレトコスミレの群落がある数少ない山である。
山名の由来は羅臼町側を流れるチエンベツ川に由来し、アイヌ語で「chep-un-pet（魚・いる・川）」を意味する。河口では現在も知円別漁港がある。

## 登山
硫黄山から羅臼岳にかけて縦走路が整備されているが、知円別岳の山頂は通らないため登頂には登山道を逸れる必要がある。藪漕ぎやザレ場を登るため初心者には向かない。